# Gand-Wevelgem 1960
 (novembre 2021).
La 22e édition de Gand-Wevelgem a eu lieu le 17 avril 1960. La course est remportée par le Belge Frans Aerenhouts (Mercier-Hutchinson-BP) qui parcourt les 256 kilomètres en 6 h 35 min 0 s.
140 coureurs ont pris le départ et 30 ont terminé la course.

## Classement final
| Place | Coureur              | Équipe                | Temps           |
| ----- | -------------------- | --------------------- | --------------- |
| 1     | Frans Aerenhouts     | Mercier-Hutchinson-BP | 6 h 35 min 00 s |
| 2     | Frans De Mulder      | Flandria-Wiel's       | m.t.            |
| 3     | Jozef Planckaert     | Flandria-Wiel's       | m.t.            |
| 4     | Arthur Decabooter    | Groene Leeuw          | à 38 s          |
| 5     | Jo De Roo            | Helyett-Leroux        | m.t.            |
| 6     | Leon Van Daele       | Flandria-Wiel's       | m.t.            |
| 7     | Martin Van Geneugden | Carpano               | m.t.            |
| 8     | Antoon Van Der Steen | Locomotief            | m.t.            |
| 9     | Frans Schoubben      | Peugeot-BP-Dunlop     | m.t.            |
| 10    | René Van Meenen      | Faema                 | m.t.            |